# ディーター・ベルクマン
ディーター・ベルクマン（Dieter Berkmann、1950年7月27日 - ）は、ドイツ、ミッテンヴァルト出身の、旧西ドイツの元自転車競技（トラックレース）選手。

## 経歴
1976年のモントリオールオリンピック・スクラッチ（現 スプリント。以下同名を表記）において、4位入賞。同年プロに転向した。
自国、ミュンヘンで開催された、1978年の世界選手権・プロスプリント決勝において、前年の同種目優勝者である中野浩一と対戦。1本目を奪われた後2本目を制し、1-1のタイに持ち込んだ。しかし3本目は中野が制し、中野が同種目2連覇を果たした。
1979年、オランダのアムステルダムで行なわれた世界選手権の同種目決勝で、再び中野と対戦。今度は中野が2-0のストレートで制し、3連覇を達成した。そして同大会終了後、医学の勉強を志すという理由により、現役引退を表明した。
その後、ベルクマンは整形外科医の傍ら、1996年から、ミュンヘン6日間レースの担当医を務めている。なお、2009年3月21日に行なわれた、ドイツ自転車競技連盟の会長選に立候補したが敗れている。

## エピソード
ベルクマンが1978年の世界選手権で中野から2本目を奪取したケースについて、その後、世界選手権における同様のケース（1本目ないし2本目を中野から奪取したケース）は、1982年の準決勝で、フランスのヤーベ・カールが1本目を先取するまでないことから、当時のベルクマンの強さがうかがい知れよう。